# Hans Wilderotter
Hans Wilderotter (* 1949 in Heidelberg) ist ein deutscher Kultur- und Kunsthistoriker und war bis 2014 Professor an der Hochschule für Technik und Wirtschaft Berlin (HTW) im Fachbereich Gestaltung, Studiengang Museumskunde und Museumsmanagement und -kommunikation.

## Biografie
Wilderotter wurde vier Jahre nach dem Ende des Zweiten Weltkriegs in Heidelberg geboren. Er studierte nach dem Abitur von 1969 bis 1973 Ethnologie, Geschichte und Philosophie an der Freien Universität Berlin (FU). Anschließend war er ab 1974 Wissenschaftlicher Assistent am Institut für Ethnologie der Freien Universität Berlin. Nach Studien im Ausland kehrte er 1979 als Lehrbeauftragter an die Freie Universität zurück und hielt zur selben Zeit auch Lehrveranstaltungen an der Hochschule der Künste Berlin ab.
1985 arbeitete er als Wissenschaftlicher Mitarbeiter bei der Berliner Festspiele GmbH, von wo er 1987 zum Museum für Kunst und Kulturgeschichte Dortmund wechselte. Zeitgleich ging er auch einer Tätigkeit als Wissenschaftlicher Mitarbeiter des Kulturamts in Bonn nach.
Wilderotter übernahm 1989 die Ausstellungsleitung im Deutschen Historischen Museum in Berlin (DHM Berlin) und war ab 1994 in derselben Position für das Deutsche Hygiene-Museum in Dresden tätig.
Von 1995 bis 2014 war er Professor an der Hochschule für Technik und Wirtschaft in Berlin.

## Werke

### Schriften
- Mark und Metropole. Berlin-Brandenburg 1871 bis heute. mit Andreas Bernhard, Haus der Brandenburgisch-Preußischen Geschichte, Potsdam 2008, ISBN 3-9809266-2-1.
- Schauplatz vernünftiger Menschen: Kultur und Geschichte in Anhalt/Dessau. Hrsg. Stadt Dessau, Amt für Kultur, Tourismus und Sport, L&H, Berlin 2006, ISBN 3-938608-00-5.
- Ein Turm für Albert Einstein. Potsdam, das Licht und die Erforschung des Himmels. L & H, Hamburg 2005, ISBN 978-3-928119-98-6.
- Der Einsteinturm. Entstehung und Funktion. In: Jürgen Renn: Albert Einstein. Ingenieur des Universums, S. 188–193, Wiley-VCH Verlag, Weinheim 2005, ISBN 3-527-40579-8.
- Vom Marktplatz zur Metropole. Eine kurze Geschichte Berlins. In: Max Galli: Berlin. Die Kunststadt, S. 24–30, Bucher, München 2003, ISBN 978-3-7658-1309-2.
- Von Andreas Schlüter bis Hermann Henselmann. Ein Blitzbesuch bei Zeugnissen der Berliner Architektur. In: Max Galli: Berlin. Die Kunststadt. S. 58–72, Bucher, München 2003, ISBN 978-3-7658-1309-2.
- Das Haus der Abgeordneten. Ein Denkmal preußischer und deutscher Geschichte im Zentrum Berlins. Verlag der Kunst, Dresden 2001, ISBN 3-364-00378-5.
- Der Friedrichswerder. Zur Geschichte eines Berliner Stadtbezirks. In: Hans Wilderotter: Das Haus am Werderschen Markt. Von der Reichsbank zum Auswärtigen Amt. S. 55–84, Jovis, Berlin 2000, ISBN 3-931321-20-7.
- Wege nach Weimar: Auf der Suche nach der Einheit von Kunst und Politik. mit Michael Dorrmann (Hrsg.), Jovis, Berlin 1999, ISBN 3-931321-18-5.
- Alltag der Macht. Berlin-Wilhelmstraße. Jovis, Berlin 1998, ISBN 3-931321-14-2.
- Germania mit dem Reichswappen: Der Ausbau der Behördenstandorte des Norddeutschen Bundes und des Deutschen Reiches in der Wilhelmstraße bis 1880. In: Helmut Engel, Wolfgang Ribbe: Geschichtsmeile Wilhelmstraße (Publikationen der Historischen Kommission zu Berlin), S. 101–116, Akademie Verlag, Berlin 1997, ISBN 3-05-003058-5.
- als Hrsg. mit Michael Dorrmann: Das große Sterben. Seuchen machen Geschichte. Jovis, Berlin 1995, ISBN 3-931321-19-3.
- Als Instrument des Herrn mich betrachtend. Zum historischen und politischen Selbstverständnis Wilhelms II. In: Hans Wilderotter / Klaus-D. Pohl: Der letzte Kaiser. Wilhelm II. im Exil, S. 307–323, Bertelsmann Lexikon Verlag, Gütersloh / München 1991, ISBN 3-570-6589-8.
- … eine besondere Passion für die Marine. Marinemalerei, Flottenpropaganda und die Liebe zur Seefahrt. In: Hans Wilderotter / Klaus-D. Pohl: Der letzte Kaiser. Wilhelm II. im Exil, S. 325–339, Bertelsmann Lexikon Verlag, Gütersloh / München 1991, ISBN 3-570-6589-8.
- Regierungsmeile in der Reichshauptstadt – Die Wilhelmstraße in Berlin. In: Bodo-Michael Baumunk / Gerhard Brunn: Hauptstadt. Zentren, Residenzen, Metropolen in der deutschen Geschichte, S. 330–338, 352–382, DuMont Buchverlag, Köln 1989, ISBN 3-7701-2364-6.
- Fern vom alltäglichen Gewühl. Nationaldenkmäler im Kaiserreich. In: Bodo-Michael Baumunk / Gerhard Brunn: Hauptstadt. Zentren, Residenzen, Metropolen in der deutschen Geschichte, S. 297–305, DuMont-Buchverlag, Köln 1989, ISBN 3-7701-2364-6.
- Der Kampf der Symbole. Zur politischen Kultur der Weimarer Republik. In: Gottfried Korff / Reinhard Rürup: Berlin, Berlin. Die Ausstellung zur Geschichte der Stadt. S. 513–528, Nicolaische Verlagsbuchhandlung GmbH, Berlin 1987, ISBN 3-87584-216-2.
- Anfänge der Diktatur. In: Gottfried Korff, Reinhard Rürup (Hrsg.): Berlin, Berlin. Die Ausstellung zur Geschichte der Stadt. Nicolaische Verlagsbuchhandlung, Berlin 1987, ISBN 3-87584-214-6, S. 529–542.
- Edelleute der Natur. George Catlin, Carl Bodmer und das Bild des Indianers, Parkland Verlag, Stuttgart 1986, ISBN 3-88059-278-0.
- Mahnung für die kommenden Geschlechter. Dortmunder Denkmäler des 19. Jahrhunderts im Kontext. In: Gerhard Langemeyer: Dortmund 11.8.1899. Der Kaiser kommt zur Hafeneinweihung, S. 229–243, Cramers Kunstanstalt, Dortmund 1984, ISBN 3-924302-02-2.

### Dokumentationen – Film (Auswahl)
Geheimnisvolle Orte – rbb Fernsehen, Reportage-Reihe auf Spurensuche an Orten weitgehend unbekannter Zeitgeschichte in Berlin und Brandenburg
- Geheimnisvolle Orte – Folge: Das Berliner Stadtschloss, 45 Min.[1]
- Geheimnisvolle Orte – Folge: Der Alexanderplatz, 45 Min.[2]
- Geheimnisvolle Orte – Folge: Der Anhalter Bahnhof, 45 Min.[3]
- Geheimnisvolle Orte – Folge: Der Potsdamer Platz, 45 Min.[4]
- Geheimnisvolle Orte – Folge: Die Beelitz-Heilstätten, 45 Min.[5]
- Geheimnisvolle Orte – Folge: Hitlers Reichskanzlei, 45 Min.[6]
- Geheimnisvolle Orte – Folge: Oberschöneweide – Chicago an der Spree, 45 Min.[7]

### Ausstellungen (Auswahl)
- Allemagne. Les années noires (1913–1930), Sonderausstellung, Musée Maillol Paris, 2007[8]
- Ein Turm für Albert Einstein. Potsdam, das Licht und die Erforschung des Himmels, Sonderausstellung, Haus der Brandenburgisch-Preußischen Geschichte Potsdam (HBPG), 2005[9]
- Wege nach Weimar. Auf der Suche nach der Einheit von Kunst und Politik, Sonderausstellung, Landesverwaltungsamt Weimar, 1999
- Das große Sterben. Seuchen machen Geschichte, Sonderausstellung, Deutsches Hygiene-Museum Dresden (DHMD), 1994[10]
- Die Extreme berühren sich. Walther Rathenau 1867–1922, Sonderausstellung, DHM Berlin, 1993
- Wohin mit der Mitte? Zur politischen Topographie der Hauptstadt Berlin, Sonderausstellung, Deutsches Historisches Museum Berlin, 1992
- Der letzte Kaiser. Wilhelm II. im Exil, Sonderausstellung, Deutsches Historisches Museum Berlin, 1991
- Hauptstadt. Zentren, Residenzen, Metropolen der Stadt, Sonderausstellung, Martin-Gropius-Bau Berlin, 1989
- Berlin, Berlin. Die Ausstellung zur Geschichte der Stadt, Martin-Gropius-Bau Berlin, 1985–1987
- Museum für Kunst und Kulturgeschichte der Stadt Dortmund, Dauerausstellung, 1982–1985

## Mitgliedschaft in Fachbeiräten und Gremien (Auswahl)
- Vorsitzender des Wissenschaftlichen Beirats „Preußen 2001“ in Potsdam, 2000–2001
- Mitglied des Wissenschaftlichen Beirats – Dokumentationszentrum Alltagskultur der DDR in Eisenhüttenstadt, 2000–2014
- Mitglied des Wissenschaftlichen Beirats der Albert Einstein Ausstellung in Ulm, 2003
- Vorsitzender des Wissenschaftlichen Beirats für das Projekt einer Landesausstellung für Anhalt in Dessau, 2003
- Stellvertretender Vorsitzender des Wissenschaftlichen Beirats – Haus der Brandenburgisch-Preußischen Geschichte in Potsdam, 2004–2014
- Wissenschaftlicher Berater – Deutsches Buch- und Schriftmuseum Leipzig, 2006–2014
- Wissenschaftlicher Berater – Musée Maillol, Paris, 2007–2014

## Projekte aus Forschung und Weiterbildung (Auswahl)
- Digitalisierung und Erschließung der Stoffmusterbücher des Historischen Archivs der HTW Berlin (DESSIN – Stoffmuster digital)[11]
- Mythos Fridericus. 200 Jahre Rezeptionsgeschichte Friedrichs des Großen (Mythos Fridericus)[12]
- Stadt Rand Fluss. Arbeit und Alltag in Oberschöneweide (StadtRandFluss).[13]
- Allemagne, les années noires 1913–1930. Zur Wahrnehmungsgeschichte des 1. Weltkriegs und seiner Folgen in Deutschland (Les années noires)[14]
- Mark und Metropole. Die Beziehungen zwischen Berlin und Brandenburg im 19. und 20. Jahrhundert (Mark und Metropole)[15]
- Airport-Galerie (Forschungsprojekt der FHTW Berlin mit der Fraport AG) (Airport-Galerie)[16]
- Kultur Islam (Forschungscluster)[17]